# El Valle del Espíritu Santo
Pour les articles homonymes, voir El Valle.
El Valle del Espíritu Santo est le chef-lieu de la municipalité de García dans l'État de Nueva Esparta au Venezuela. Autour de la ville s'articule la division territoriale et statistique de Capitale García.